# Музей Маркіяна Шашкевича (Новосілки)
Народний музей Маркіяна Шашкевича — освітньо-культурний заклад у с. Новосілки Золочівського району Львівської області. Відкритий 13 листопада 2011 року.

## Історія музею
Отець Маркіян Шашкевич був парохом села Новосілки протягом 1842–1843 років. Саме у Новосілках він помер внаслідок тяжкої хвороби. Також на місцевому цвинтарі збереглося місце його першого поховання, де встановлений пам'ятник будителю.
13 листопада 2011 року, до 200-ліття від дня народження о. Маркіяна Шашкевича, в приміщенні старої школи села Новосілки відкритий музей, а створений він був за ініціативою Романа Лубківського. Перед музеєм встановлений пам'ятник о. Маркіяну Шашкевичу (скульптор Теодозія Бриж).
Наказом управління культури Львівської облдержадміністрації № 161 від 22 листопада 2012 року музею о. Маркіяна Шашкевича в с. Новосілки присвоєно звання «Народний».

## Експозиція музею
У першій кімнаті дуже багато портретів пензля художника Євгена Безніска, які автор подарував музею. Навпроти маємо плакетки, світлини з погруддями, пам'ятниками, встановленими на вшанування поета у тих місцях, де він навчався, мешкав та творив, а саме, у селі Підлисся, де народився Маркіян Шашкевич, Бережанській гімназії, Львівській семінарії та домініканській гімназії у Львові, а також у початковій школі у Білому Камені та міській нормальній школі у Золочеві. Прижиттєвих портретів Шашкевича не збереглося, бо як відомо Шашкевич бідував, консисторія заслала Шашкевича у найвіддаленіші села Галичини і він був позбавлений найнеобхідніших засобів для існування. Тут також є сучасний портрет Маркіяна Шашкевича пензля художника Євгена Безніска, але портрет малювали зі слів людей, які творили з Маркіяном Шашкевичем. Відомо, що його син Володимир був дуже схожим на свого батька і вже з Володимира та розповідей дружини Маркіяна Шашкевича малювали портрети поета.
В другій кімнаті представлені предмети побуту мешканців Новосілок кінця XIX — початку XX століття. Також представлені світлини, на яких показано, як односельці готувалися до сотої річниці від дня смерті Маркіяна Шашкевича, навіть розібрали сільську корчму, матеріали з якої потім використали на будівництво читальні (нинішній Народний дім), а також селяни жертвували щось з кожного двору на це будівництво. У 2020 році у церкві святого Миколая виявили вишитий престол, датований 1894 роком, який нині зберігається у музеї. Тут також присутня світлина церкви Святого Миколая з XVIII століття, в якій останні роки свого життя (1842—1843) правив о. Маркіян Шашкевич. Церкву продали до села Полоничі і тоді розпочали будівництво нинішньої церкви, яку відкрили у 1893 році — у той рік, коли через 50 років тлінні останки Маркіяна Шашкевича були перевезені до Львова та перепоховані на Личаківському цвинтарі, де і спочивають сьогодні. З особистих речей Шашкевича не залишилося майже нічого, лише камертон, що зберігається в музеї у Підлиссі, а у цьому музеї зберігається дерев'яний хрест, яким о. Маркіян благословляв своїх парафіян та ікона «Богородиця Одигітрія», до якої він молився (відреставрована ікона зберігається у церкві святого Миколая, а в експозиції музею — її копія). Також представлені світлини з перепоховання о. Маркіяна у 1893 році, примірники перших видань «Русалки Дністрової».
У третій кімнаті музею розміщені роботи львівського фотомитця Йосипа Марухняка, який побував на відкритті п'яти музеїв Маркіяна Шашкевича.